# Larimus acclivis
Larimus acclivis är en fiskart som beskrevs av Jordan och Bristol, 1898. Larimus acclivis ingår i släktet Larimus och familjen havsgösfiskar. IUCN kategoriserar arten globalt som livskraftig. Inga underarter finns listade i Catalogue of Life.